# Ludvík Ráža
Ludvík Ráža (3. září 1929 Mukačevo, Podkarpatská Rus – 4. října 2000 Praha) byl český filmový a televizní režisér a scenárista.
Jeho doménou byly zejména televizní pohádky, dále různé strašidelné příběhy, filmy s tajuplnou historickou tematikou, tajuplné a napínavé sci-fi a fantasy filmy. Mnohé z nich dodnes patří k české televizní i filmové klasice. Byl ženatý, s manželkou Janou (roz. Tymešovou) měl jednu dceru Evženii Rážovou (1960–2022), která byla kostýmní výtvarnicí. Zemřel na rakovinu.

## Studia
Absolvent pražského gymnázia. Po krátkém vychovatelském působení v Chebu studoval (1953–1958) na Filmové fakultě Akademie múzických umění (FAMU), kde později (do roku 1990) působil jako pedagog.

## Profesionální dráha
Pro Československou televizi pracoval od roku 1958 do roku 1991. Po okupaci v roce 1968 se věnoval především tvorbě pro děti. Od roku 1964 až do revolučního roku 1989 působil jako vedoucí vysílání pro děti a mládež.
Ludvík Ráža se prosadil zejména jako televizní režisér. Točil převážně pohádky a historické náměty, nevyhnul se ani takřka hororovým námětům (Poslední propadne peklu) a je podepsán pod řadou seriálů (např. My všichni školou povinní).
Zemřel roku 2000 v Praze. Byl pohřben na Vinohradském hřbitově.

## Ocenění, výběr
- 1964 Podivný pan Barnabášek – hlavní cena Zlatá nymfa za režii na Mezinárodním televizním festivalu v Monte Carlu
- 1965 Země velkého vypravěče pohádek – hlavní cena a cena UNESCO na mezinárodním festivalu v Mnichově
- 1971 Nikdo mi nic nepoví – hlavní cena na festivalu v Bratislavě
- 1975 Odysseus a hvězdy – cena na filmovém festivalu v Gottwaldově
- 1980 Něco je ve vzduchu – mezinárodní festival fantastických filmů v Terstu
- 1981 Chvíle pro píseň trubky – hlavní cena Zlatá nymfa za režii na Mezinárodním televizním festivalu v Monte Carlu
- 1988 titul národní umělec

## Filmografie, výběr

### Film
- 1976 Odysseus a hvězdy
- 1978 Tajemství Ocelového města
- 1980 Něco je ve vzduchu
- 1982 Poslední propadne peklu
- 1994 V erbu lvice

### Televize
- 1964 Kluk a kometa (televizní seriál)
- 1967 Sedmero krkavců
- 1971 Princ a chuďas
- 1972 Podezřelé prázdniny (minisérie)
- 1973 Boříkovy lapálie (minisérie)
- 1975 My z konce světa (televizní seriál)
- 1977 Tajemství proutěného košíku (seriál)
- 1979 Upír ve věžáku
- 1981 V zámku a v podzámčí
- 1984 My všichni školou povinní (seriál)
- 1984 Koloběžka první
- 1985 O chytrém Honzovi
- 1990 O Janovi a podivuhodném příteli
- 1993 Sedmero krkavců
- 1997 O spanilé Jašince
- 1998 Stín